# کژشتوفورووو
کژشتوفورووو (به لهستانی:  Krzysztoforowo) یک روستا در لهستان است که در گمینا شدرا واقع شده‌است.